# Амитивилски ужас 3: Ђаво
Амитивилски ужас 3: Ђаво (енгл. Amityville 3-D, познат и под насловом Amityville III: The Demon) је америчко-мексички натприродни хорор филм из 1983. године. Режирао га је Ричард Флајшер,  а главне улоге тумаче Тони Робертс, Тес Харпер, Роберт Џој, Кенди Кларк и Мег Рајан, којој је ово била једна од првих филмских улога. Филм је трећи у серијалу Амитивилски ужас и један од бројних 3D филмова са почетка 1980-их.
Због правног спора између породице Лац и продукцијске куће Dino De Laurentiis, Амитивилски ужас 3 није промовисан као наставак оригиналног филма или другог дела, а презиме породице Лац није споменуто у филму. Међутим, приче филмова јесу повезане, и радња овог дела се надовезује на први део, пошто је други део заправо преднаставак. Лик Џона Бакстера заснован је паранормалном истражитељу Стивену Каплану, који је у то време покушавао да докаже да је прича породице Лац измишљотина.
Са зарадом од 6,3 милиона долара филм је успео да покрије трошкове буџета, али је добио веома негативне оцене критичара. На сајту Ротен томејтоуз оцењен је са само 10%.
Због неуспеха трећег дела, али и начина на који се завршава 6 година није било нових филмова из серијала Амитивилски ужас. Године 1989. снимљен је нешто успешнији наставак под насловом Амитивилски ужас 4: Зло бежи.

## Радња
Након што са својом партнерком Мелани открије пар превараната у озлоглашеној Амитивилској кући, новинар Џон Бакстер одлучује и да купи кућу по наговору агента за некретнине Клифорда Сандерса. Док припрема кућу за Џона, Сандерс истражује таван. Врата се за њим затварају сама од себе, након чега га нападне огроман рој мушица и он умире. Џон је обавештен да је Сандерс умро од срчаног удара.
Ситуација се погорша када Џонова ћерка Сузан позове своје пријатеље да пробају призивање духова виџом.

## Улоге
| Глумац           | Улога           |
| ---------------- | --------------- |
| Тони Робертс     | Џон Бакстер     |
| Тес Харпер       | Ненси Бакстер   |
| Роберт Џој       | др Елиот Вест   |
| Кенди Кларк      | Мелани          |
| Лори Лафлин      | Сузан Бакстер   |
| Мег Рајан        | Лиса            |
| Нил Бари         | Џеф             |
| Јозефина Еханове | Долорес         |
| Џон Бил          | Харолд Касвел   |
| Леона Дана       | Ема Касвел      |
| Џон Харкинс      | Клифорд Сандерс |
| Питер Кованко    | Роџер           |
| Карлос Романо    | Дејвид Колер    |